# Cookie (film)
A Cookie (eredeti cím: Cookie)  1989-ben bemutatott amerikai romantikus bűnügyi vígjáték, melyet Nora Ephron és Alice Arlen forgatókönyvéből Susan Seidelman rendezett. A főbb szerepekben Peter Falk, Emily Lloyd és Dianne Wiest látható.
Az Amerikai Egyesült Államokban 1989. augusztus 23-án bemutatott film negatív kritikákat kapott.

## Cselekmény
Cookie Voltecki (Emily Lloyd) a törvénytelen lánya egy tizenhárom éves börtönbüntetését töltő maffiafőnöknek, de nem ismeri az apját. Egyik alkalommal „elrabolják”, de csak apját, Dino Capiscót (Peter Falk) kell meglátogatnia a börtönben.  Dino már ekkor, a börtönben ülve is nehezményezi, hogy lánya tiszteletlenül viselkedik. Dino ügyvédje eléri, hogy védencét szabadlábra helyezzék.
Dino felkeresi régi barátait, de elmondása szerint nem akarja újrakezdeni régi életét. Szeretné viszont visszakapni azt a pénzt, amiről üzlettársai nem nagyon akarnak tudni. Dino utasítására Cookie tisztességes állás kap egy varrodában, de nem sokkal később, egy sikeres autós menekülés után már Dino sofőrjévé lép elő és a limuzinját vezeti.
Cookie anyja, Lenore Voltecki (Dianne Wiest) sokáig várt Dinóra. Mindketten örülnek a viszontlátásnak, bár Dinónak formálisan van felesége, Bunny (Brenda Vaccaro), de a kapcsolatot csak a maffiacsaládok egyesítésre miatt tartják fent.
Cookie, akiről nem tudja senki, hogy Dino lánya, megtudja, hogy a régi üzlettársai, elsősorban Carmine (Michael V. Gazzo), ki akarják forgatni Dinót a pénzéből és végleg el akarják tüntetni. Ezért azt javasolja, verjék át ők az üzlettársakat, majd rendezzék meg Dino halálát.

## Szereplők
| Színész          | Szerep                                       | Magyar hang     |
| ---------------- | -------------------------------------------- | --------------- |
| Peter Falk       | Dominick "Dino" Capisco                      | Szabó Gyula     |
| Dianne Wiest     | Lenore Voltecki, Cookie anyja, Dino szerelme | Detre Annamária |
| Emily Lloyd      | Carmela "Cookie" Voltecki, Dino lánya        | Csellár Réka    |
| Michael V. Gazzo | Carmine, Dino volt üzlettársa                | Makay Sándor    |
| Brenda Vaccaro   | Bunny Capisco, Dino felesége                 | Zsolnai Júlia   |
| Adrian Pasdar    | Vito                                         | Bor Zoltán      |
| Lionel Stander   | Enzo Della Testa                             |                 |
| Jerry Lewis      | Arnold Ross, Dino volt üzlettársa            | Áron László     |
| Bob Gunton       | Richie Segretto kerületi ügyész              | Versényi László |
| Joe Mantello     | Dominick                                     | Kassai Károly   |
| Ricki Lake       | Pia                                          |                 |
| Joy Behar        | Dottie                                       |                 |